# Жаба увігнутовуха
Жаба увігнутовуха (Odorrana tormota) — вид земноводних з роду Азійська струмкова жаба родини Жаб'ячі.

## Опис
Загальна довжина досягає 3,2—5,6 см. Спостерігається статевий диморфізм: самиця більша за самця. Водночас присутні зворотний диморфізм: гортань самця більша за гортань самиці. Голова трохи стиснута з боків. Морда сильно витягнута. Очі великі. Має сошникові зуби. Вухо у самця розташовано усередині черепу. Барабанні перетинки дуже тонкі. Тулуб витягнутий, кремезний. Шкіра вкрита невеличкими бородавки, що вкривають боки, спину й горло. Самці наділені двома парами бокових резонаторів. Кінцівки потужні із витягнутими пальцями. завдяки своїй будові вуха й резонаторів самці здатні видавати й отримувати високочастотні звуки й ультразвукові сигнали (вище 20 кГц).
Забарвлення спини світло—коричневе з чорними смужечками, що йдуть від очей до носа, після чого звужується й тягнеться до кінця спини. Черево світло—жовтого кольору. Верхня частини райдужки золотава, нижня — темно—коричнева.

## Спосіб життя
Полюбляє субтропічні та тропічні вологі ліси, чагарники, тримається біля струмків. Зустрічається на висоті від 150 до 700 м над рівнем моря. Активна вночі. Живиться дрібними комахами та їх личинками.
Розмноження відбувається у червні. Самиця відкладає яйця вночі, ховаючи їх у ґрунті або печерах, неподалік від водойми.

## Розповсюдження
Мешкає у китайських провінціях Аньхой та Чжецзян.